# Ian Grojnowski
Ian Grojnowski ist ein australischer Mathematiker, der sich mit geometrischer Darstellungstheorie und algebraischer Geometrie befasst.

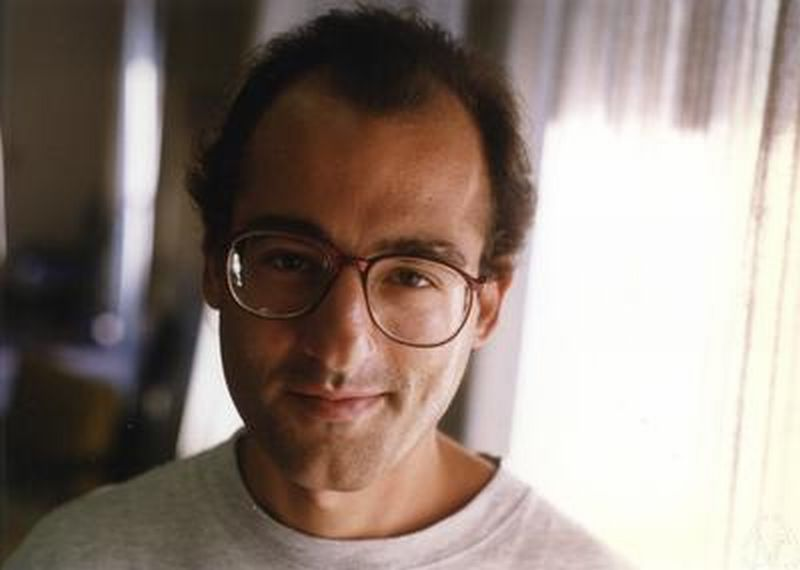
Ian Grojnowski, Berkeley 1995

Er wurde 1992 am Massachusetts Institute of Technology bei George Lusztig promoviert (Character sheaves on symmetric spaces). Er ist Professor an der Universität Cambridge.
Er befasste sich mit Darstellungstheorie der symmetrischen Gruppe, Quantengruppen, Darstellungstheorie affiner Hecke-Algebren, Elliptischer Kohomologie, Hilbert-Schemata, Hodge-Theorie auf unendlichdimensionalen Mannigfaltigkeiten, affinen Quanten-Algebren.
2004 erhielt er den erstmals vergebenen Fröhlich-Preis.